# Automorfisme intern
En àlgebra abstracta, un automorfisme intern és una funció en la qual s'aplica una operació, després una altra operació, i després es reverteix l'operació inicial. Simbòlicament, {\displaystyle X\mapsto (f^{-1}\circ g\circ f)(X)}. A vegades, l'acció inicial i la seva reversió proporcionen un resultat global diferent, i en altres ocasions, no.
Més formalment, un automorfisme intern d'un grup G és una funció
f : G → G
definida per a qualsevol x de G com
f(x) = a−1xa,
on a és un element fixat de G, i on s'interpreta l'acció dels elements del grup que sigui per la dreta.
L'operació a−1xa s'anomena conjugació (vegeu també Classe de conjugació), i sovint és interessant distingir els casos on la conjugació per un element deixa fix un altre element dels casos on la conjugació genera un element nou.
De fet, quan es diu que la conjugació de x per a deixa fix x, és a dir,
a−1xa = x,
és equivalent a dir que a i x commuten:
ax = xa.
Per tant, l'existència i el nombre d'automorfismes interns que no són la funció identitat proporcionen una mesura de fins a quin punt el grup no verifica la propietat commutativa.
Un automorfisme d'un grup G és intern si i només si s'estén a qualsevol grup que contingui G.

## Notació
És habitual denotar l'expressió a−1xa mitjançant la notació exponencial xa. Amb aquesta notació, es compleix que (xa)b = xab (proporcionant així una acció per la dreta de G sobre ell mateix).

## Propietats
Tot automorfisme intern és, de fet, un automorfisme del grup G, és a dir, és una funció bijectiva de G en G i és un homomorfisme: (xy)a = xaya.

## Grups d'automorfismes interns i externs
La composició de dos automorfismes interns és un altre automorfisme intern (com hem vist abans, (xa)b = xab), i amb aquesta operació, la col·lecció de tots els automorfismes interns de G formen un grup, el grup d'automorfismes interns de G, simbolitzat per Inn(G).
Inn(G) és un subgrup normal del grup d'automorfismes Aut(G) de G. El grup d'automorfismes externs, Out(G), és el grup quocient
{\displaystyle \mathrm {Out} (G):=\mathrm {Aut} (G)/\mathrm {Inn} (G)}.
El grup d'automorfismes externs proporciona una mesura, en cert sentit, de quants automorfismes de G no són interns. Tot automorfisme no intern proporciona un element no trivial de Out(G), però diferents automorfismes no interns poden produir el mateix element de Out(G).
Si hom associa l'element {\displaystyle a\in G} amb l'automorfisme intern {\displaystyle f(x)=x^{a}} de {\displaystyle \mathrm {Inn} (G)}, com s'ha fet abans, s'obté un isomorfisme entre el grup quocient {\displaystyle G/Z(G)} (on {\displaystyle Z(G)} és el centre de {\displaystyle G}) i el grup d'automorfismes interns:
{\displaystyle G/Z(G)\cong \mathrm {Inn} (G)}.
Això és una conseqüència del primer teorema d'isomorfisme, perquè {\displaystyle Z(G)} és precisament el conjunt d'elements de {\displaystyle G} que proporcionen la funció identitat com al seu corresponent automorfisme intern (és a dir, la conjugació no canvia res).

### Automorfismes no interns dep-grups finits
Un resultat de Wolfgang Gaschütz afirma que, si G és un p-grup finit i no abelià, llavors G té un automorfisme d'ordre una potència de p que no és intern.
És un problema obert determinar si tot p-grup no abelià G conté un automorfisme d'ordre p. Sota alguna d'aquestes condicions, el resultat és cert:
1. G és nilpotent de classe 2
2. G és un p-grup regular
3. {\displaystyle G/Z(G)} és un p-grup potent
4. El normalitzador de G, CG, del centre Z, del subgrup de Frattini, Φ, de G, {\displaystyle C_{G}\circ Z\circ \Phi (G)}, no és igual a Φ(G)

### Tipus de grups
Es té que el grup d'automorfismes interns, Inn(G), és trivial (és a dir, consisteix només de l'element neutre) si i només si G és abelià.
Inn(G) només pot ser un grup cíclic quan és trivial, com a conseqüència d'un resultat bàsic sobre el centre d'un grup.
En l'altre extrem, els automorfismes interns poden conformar la totalitat del grup d'automorfismes; quan, en un grup, tots els seus automorfismes són interns i el centre és trivial, hom diu que el grup és complet. Aquest és el cas de tots els grups simètrics de n elements, llevat que n sigui igual a 2 o a 6. Quan n = 6, el grup simètric té una classe no trivial d'automorfismes externs, i quan n = 2 el grup simètric, encara que no té automorfismes externs, és abelià, amb la qual cosa el seu centre és no trivial, i el grup no és complet.
Si el grup d'automorfismes interns d'un grup perfecte G és simple, llavors hom diu que G és quasisimple.

## Cas d'anells
Donat un anell R i una unitat u de R, l'aplicació f(x) = u−1xu és un automorfisme d'anell de R. Hom diu que els automorfismes d'anells d'aquest tipus són automorfismes interns de R. Formen un subgrup normal del grup d'automorfismes de R.

## Cas d'àlgebres de Lie
Un automorfisme d'una àlgebra de Lie {\displaystyle {\mathfrak {g}}} és un automorfisme intern si és de la forma Adg, on Ad és l'aplicació adjunta i g és un element d'un grup de Lie que té {\displaystyle {\mathfrak {g}}} com a àlgebra de Lie. La noció d'automorfisme intern per a àlgebres de Lie és compatible amb la noció per a grups, en el sentit que un automorfisme intern d'un grup de Lie indueix un únic automorfisme intern de la corresponent àlgebra de Lie.

## Extensió
Si G és el grup d'unitats d'un anell A, llavors es pot estendre un automorfisme intern sobre G a una correspondència sobre la recta projectiva sobre A pel grup d'unitats de l'anell de matrius M₂(A). En particular, els automorfismes interns dels grups clàssics es poden estendre d'aquesta forma.